# Ausbremsen
Als ausbremsen (im englischen Motorsportbereich als dive-bomb bekannt) bezeichnet man ein Manöver im Motorsport. Dabei versucht ein Fahrer auf der Rennstrecke, Konkurrenten eingangs einer Kurve oder Biegung während des Bremsvorganges zu überholen.

## Methoden
In der Regel wird das Ausbremsen bereits auf einem geraden Streckenstück vor der Kurve vorbereitet. Dabei wählt der Fahrer erst kurz vor dem Manöver aus dem Windschatten heraus eine Linie neben dem oder den Konkurrenten, um den Überraschungseffekt zu nutzen und Platz für den eigentlichen Überholvorgang zu haben. Danach setzt er entweder seinen Bremspunkt später als die anderen Fahrer oder er bremst weniger stark. In beiden Fällen ergibt sich für eine kurze Zeit eine Geschwindigkeits-Differenz, die das Überholen ermöglicht. Häufig wird dabei auch weiter in die Kurve „hineingebremst“ (engl.: trailbraking) als üblich, also eine höhere Kurveneingangs-Geschwindigkeit erzielt. Idealerweise kann der Überholende nach dem Ausbremsen wieder auf die Ideallinie einscheren und damit den oder die Konkurrenten blockieren, um einen Konter zu verhindern – also den Verlust des gerade gewonnenen Platzes in der Kurve.

## Konditionen
Besonders geeignet für Ausbrems-Manöver sind Haarnadelkurven, weil dort von hohen auf sehr geringe Geschwindigkeiten abgebremst wird. Damit sind zum einen die Bremswege und damit die zur Verfügung stehende Zeit für das Ausbremsen relativ lang und zum anderen mögliche Kollisionen in der Kurve weniger schwer als auf schnellen Streckenabschnitten. Aerodynamische Einflüsse spielen bei langsamen Kurven keine Rolle; deshalb ist zum Beispiel bei der Formel 1 das Ausbremsen vor Haarnadelkurven auf vielen Strecken häufig die einzige Überholmöglichkeit. Besonders geeignet für das „Hineinbremsen“ in Kurven sind Fahrzeuge mit Mittelmotor, weil bei ihnen konzeptbedingt ein Richtungswechsel in der Regel bei höheren Geschwindigkeiten möglich ist als etwa bei Fahrzeugen mit Frontmotor (vor allem auch mit Frontantrieb), deren Bremspunkt deshalb auch eher weiter vor der Kurve liegt. 

## Nachteile
Höhere Kurveneingangs-Geschwindigkeiten verursachen in der Regel geringere Kurvenausgangs-Geschwindigkeiten. So kann es den ausgebremsten Konkurrenten möglich sein, den verlorenen Platz am Scheitelpunkt oder am Ausgang der Kurve zurückzuerobern, weil sie eher und schneller beschleunigen können. Häufig resultiert das auch in einer höheren Spitzengeschwindigkeit auf der nachfolgenden Geraden, so dass auch hier noch ein „Rück-Überholen“ möglich ist. Ausbremsversuche werden bei rechtzeitiger Entdeckung vom Vordermann häufig schon im Ansatz durch das Befahren einer Kampflinie vereitelt, was beide Konkurrenten in der Regel verlangsamt.

## Weitere Bedeutungen
Als „Ausbremsen“ bezeichnet man auch außerhalb des Motorsports verschiedene Manöver oder Verhaltensweisen. So etwa im Straßenverkehr das plötzliche Reduzieren des Tempos, um einen nachfolgenden Verkehrsteilnehmer zu einer Vollbremsung oder gar in einen Auffahrunfall zu zwingen. Dieses manchmal als „verkehrserzieherische Maßnahme“ erklärte Vorgehen kann als Nötigung bestraft werden. Zur Anbahnung eines Raubüberfalls ist das Ausbremsen bei gleichzeitigem Blockieren durch einen hinter dem Opfer eng auffahrenden Komplizen auf der Autobahn Bestandteil einer in Südamerika verbreiteten Variante des Carjacking (encerrona).
„Ausbremsen“ im übertragenen Sinn nennt man auch taktische Manöver, etwa im Geschäftsleben, mit denen Konkurrenten „überholt“ oder übervorteilt werden sollen; beispielsweise durch das frühe Zurücknehmen des eigenen Engagements oder die gezielte Sabotage bei einem Projekt, dessen dadurch verursachte Erfolglosigkeit die beteiligten Kollegen ins Karriere-Abseits befördern kann.